# Kalki (hindoeïsme)

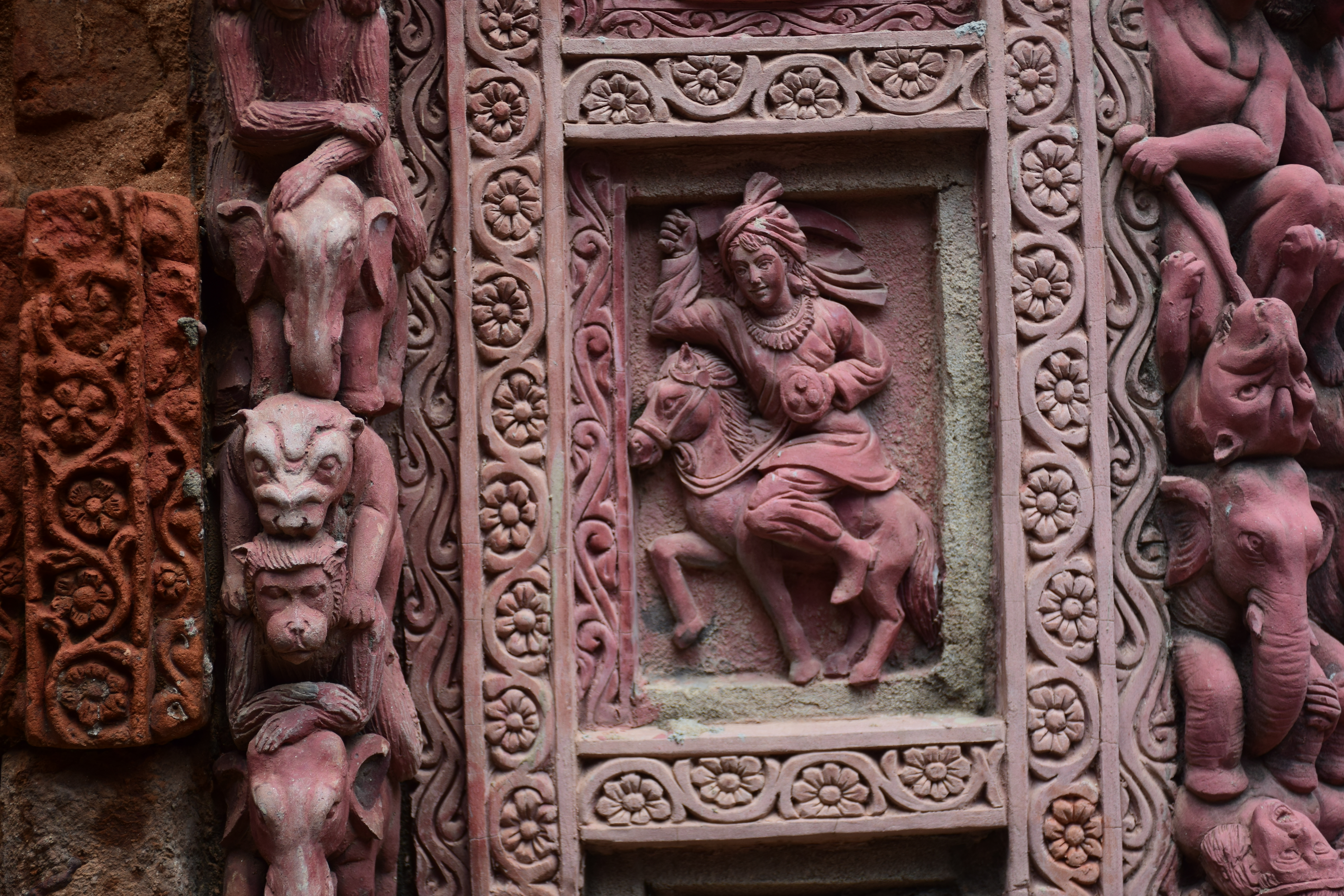
Een beeld van Kalki

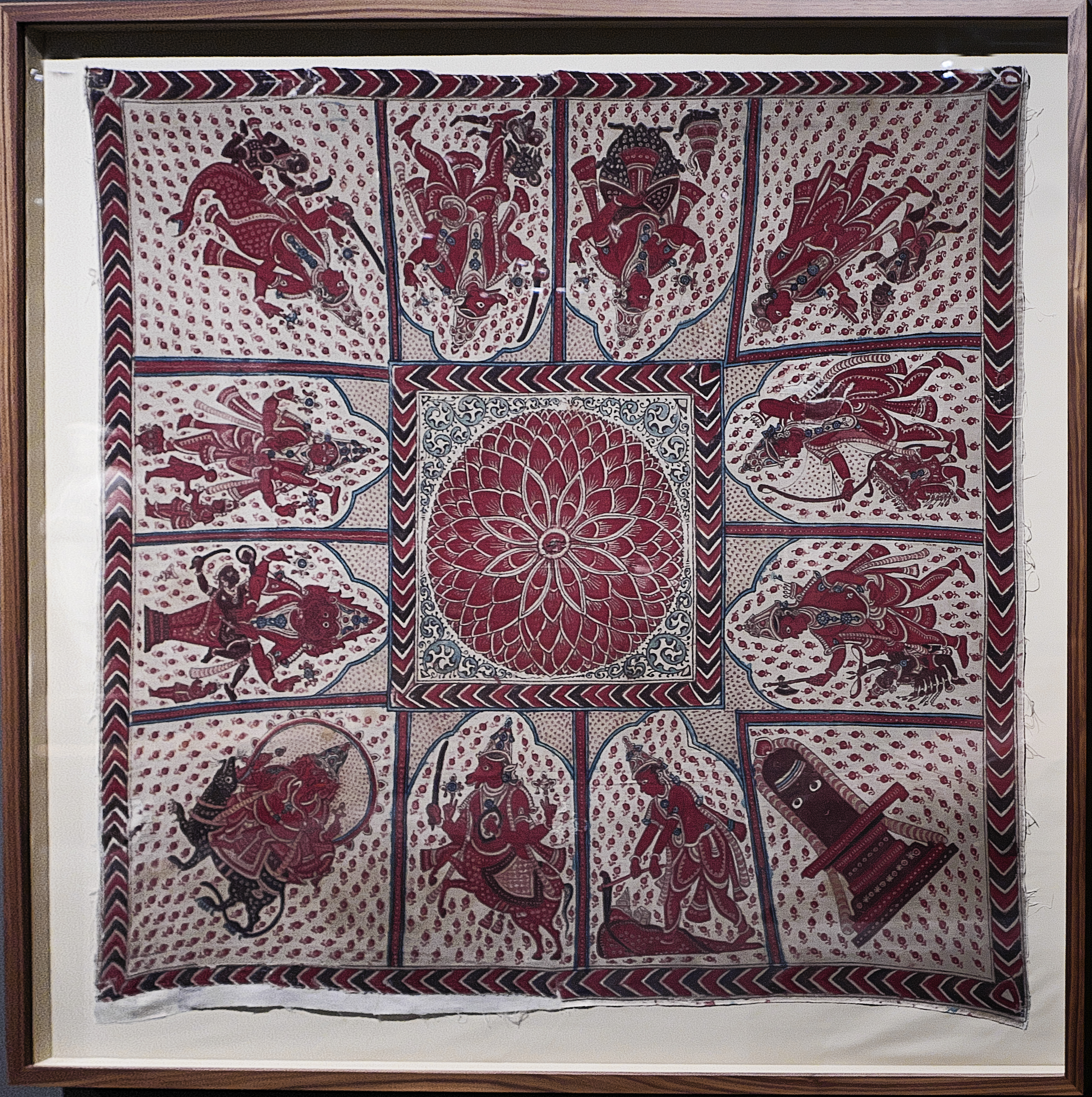
De tien avatars van Vishnu

Kalki (Sanskriet: कल्कि) of Kalkin is in het hindoeïsme de geprofeteerde tiende en laatste Incarnatie van de god Vishnu. 
Kalki wordt in de Purana's beschreven als een incarnatie van god die een einde maakt aan de donkerste en destructiefste periode van de mensheid, het huidige tijdperk (Kali Yuga), om onrechtvaardigheid (adharma) te bestrijden en een nieuwe tijdperk (Satya Yuga) in te luiden. Het tijdperk Kali Yuga zou maximaal nog 4280 eeuwen duren.
De beschrijving en kenmerken van Kalki verschillen tussen de verschillende Purana's. 
De profetie van de Kalki komt ook voor in sikh-teksten en in boeddhistische teksten, zoals de Kalachakra -Tantra van het Tibetaans boeddhisme.   

## Etymologie
De naam Kalki is afgeleid van Kal, wat ‘tijd’ betekent in het Sanskriet.

## Verschijning
Kalki zal als een ruiter op een wit paard met een vurig zwaard aan de hemel verschijnen. Het wapen komt van de god Agni, de vuurgod, en wordt versterkt door de god van de zon Surya. Dan doodt hij de bron van alle kwaad op deze wereld, de asura Kali (niet te verwarren met de godin Kálii). Het zwaard wordt soms aangeduid als de 'verpersoonlijking van wijsheid'.
Voorts wordt hij dikwijls als de beëindiger van de wereld gezien, een opvatting die door anderen wordt bestreden. De wereld zelf gaat niet ten onder, maar er zal wel een einde komen aan het huidige tijdperk. Door toedoen van Kalki zal een nieuw, beter tijdperk aanbreken, waardoor Kalki vaak de functie van held vervult.

## Personen die beweerd hebben Kalki te zijn
Door de geschiedenis heen hebben veel mensen beweerd Kalki te zijn.
- Mirza Ghulam Ahmad, oprichter van de Ahmadiyya- beweging, beweerde zowel Kalki als de Mahdi te zijn.[5]

- Bahá'u'lláh, wordt In het Bahai-geloof  geïdentificeerd als Kalki en ook als de geprofeteerde verlossende boodschapper van God aan het einde van de wereld, zoals beweerd in het jodendom als Mashiach, in het christendom als Messias, in de islam als de Mahdi en in het boeddhisme als Maitreya en verschillende andere religies. [6] [7] [8]

- Verschillende islamitische missionarissen in Zuid-Azië, zoals Siddiq Hussain van het sjiisme, die hindoes tot hun sekte van de islam probeerden te bekeren; ze beweerden óf dat ze Kalki waren, óf beweerden dat ‘alle’ sjiitische imams Kalki waren, óf beweerden dat Mohammed Kalki was. [9] [10]

- Kalki Bhagavan, oprichter van Oneness University.

- Samael Aun Weor, oprichter van de Universele Christelijke Gnostische Beweging.

- Riaz Ahmed Gohar Shahi, oprichter van de Messiah Foundation International.